# Mercer (miasto w stanie Wisconsin)
Mercer – miasto w Stanach Zjednoczonych, w stanie Wisconsin, w hrabstwie Iron.